# Doudeauville-en-Vexin
Doudeauville-en-Vexin ist eine französische Gemeinde mit 265 Einwohnern (Stand: 1. Januar 2022) im Département Eure in der Region Normandie (vor 2016 Haute-Normandie). Sie gehört zum Arrondissement Les Andelys und zum Kanton Gisors.
Die Einwohner werden Doudeauvillais genannt.

## Geographie
Doudeauville-en-Vexin liegt im Vexin Normand, etwa 62 Kilometer ostsüdöstlich von Rouen. Das Gemeindegebiet wird vom Flüsschen Bonde durchquert, das zur Lévrière entwässert.

### Nachbargemeinden
Umgeben ist Doudeauville-en-Vexin von den Nachbargemeinden Longchamps im Norden und Nordosten, Étrépagny im Osten und Süden, Le Thil im Süden und Südwesten sowie Nojeon-en-Vexin im Westen und Nordwesten.

## Bevölkerungsentwicklung
| Jahr      | 1962 | 1968 | 1975 | 1982 | 1990 | 1999 | 2006 | 2020 |
| Einwohner | 211  | 235  | 180  | 192  | 216  | 233  | 283  | 275  |

## Sehenswürdigkeiten
- Kirche Saint-Aubin aus dem 12. Jahrhundert, Monument historique seit 1914

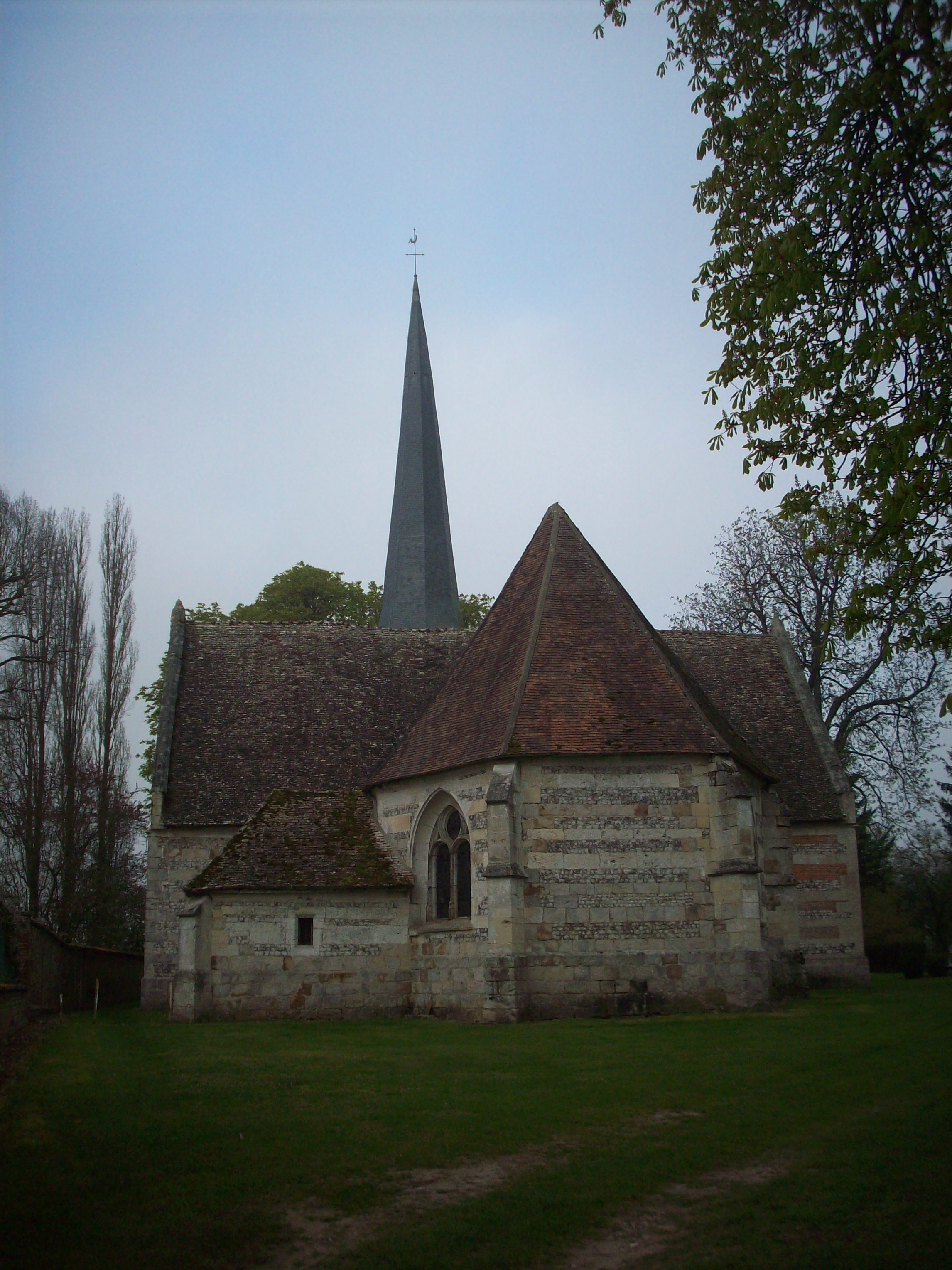
Kirche Saint-Aubin